# Robert Giffen

Economic inquiries and studies, 1904

Robert Giffen (Strathaven, 22 de julho de 1837 — 12 de abril de 1910) foi um estatístico e economista britânico.
Trabalhou no escritório de um solicitor em Glasgow, estudando na Universidade de Glasgow. Foi jornalismo e depois de trabalhar para o Stirling Journal, foi para Londres em 1862 e se juntou à equipe do Globe. Ele também prestou assistência a John Morley, quando este editava o Fortnightly Review. Em 1868 ele se tornou editor-assistente de Walter Bagehot para The Economist; e os seus serviços também foram aproveitados em 1873 como editor de assuntos urbanos para o Daily News, e mais tarde para The Times.
Sua alta reputação como jornalista financeiro e estatístico, ganha ao longo desses anos, levou à sua indicação, em 1876, para chefe do departamento de estatística no Board of Trade. Mais tarde se tornou secretário-assistente (1882) e finalmente controller-geral (1892), aposentando-se em 1897. Pela sua posição como conselheiro-chefe de estatística para o governo, ele era constantemente requerido a elaborar relatórios, fornecer evidência perante comissões de inquérito e servir como auditor das contas do governo, além de publicar importantes ensaios sobre assuntos financeiros. Suas principais publicações foram American Railways as Investments (1873), Essays on Finance (1879 e 1884), The Progress of the Working Classes (1884), The Growth of Capital (1890), The Case against Bimetallism (1892), e Economic Inquiries and Studies (1904).
Ele foi presidente da Statistical Society (agora chamada Royal Statistical Society) (1882-1884) e depois de ter sido ordenado companheiro da Ordem do Banho, em 1891 foi elevado a Cavaleiro-comandante da Ordem do Banho. Em 1892 ele foi eleito companheiro da Royal Society e em   1894 ele recebeu a Medalha de Guy (ouro) da Royal Statistical Society.
Robert Giffen continuou a tomar parte em todas as controvérsias públicas relacionadas à finanças e impostos nos seus últimos anos, e sua grande autoridade e experiência prática foram universalmente reconhecidas. Ele faleceu algo repentinamente na Escócia no dia 12 de abril de 1910.
O conceito de bem de Giffen deve a ele o nome. Alfred Marshall escreveu na terceira edição (1895) do seu Principles of Economics:
As Mr. Giffen has pointed out, a rise in the price of bread makes so large a drain on the resources of the poorer labouring families and raises so much the marginal utility of money to them, that they are forced to curtail their consumption of meat and the more expensive farinaceous foods: and, bread being still the cheapest food which they can get and will take, they consume more, and not less of it.
Acadêmicos não foram até agora capazes de identificar alguma passagem nos escritos de Giffen onde ele expusesse esse conceito.

## Discussões
- R. S. Mason Robert Giffen and the Giffen Paradox, Philip Allan (1989)
- A. E. Bateman, ‘Sir Robert Giffen’, Journal of the Royal Statistical Society, 73, (1910) pp. 529–533. (includes photograph)
- F. Y. Edgeworth, ‘Sir Robert Giffen’, Economic Journal, 20, (1910) pp. 318–321.